# エナジード
株式会社エナジード（英: Enageed Co., Ltd.）は、東京都新宿区に本社を置き、教育コンテンツの開発と人材育成研修及びそれに伴うWEBサービスの開発を手掛ける日本の企業。

## 概要
教育コンテンツおよび企業研修コンテンツの開発・販売、その他各種学習支援サービスを提供している。

## 沿革
- 2012年10月1日 -氏家光謙が株式会社エナジードを東京都渋谷区恵比寿に設立
- 2013年08月 -港区芝浦に本社移転
- 2015年11月 - フィリピンのマニラ5校で授業実施
- 2016年04月 - 教育事業開始
- 2016年04月 - 目白研心中学校・高等学校にて教材導入
- 2016年06月 - アフリカのガーナ3校で授業実施
- 2016年12月 - 栄光ゼミナール・Z会グループのエデュケーショナルネットワークと業務提携[2]
- 2017年07月 - 次世代型ビジネススキルコンテンツ「ENAGEED for Biz」を開始
- 2017年07月 - 教育開発出版株式会社、NTTラーニングシステムズ株式会社と業務提携[3]
- 2018年03月 - 品川区西五反田に本社移転
- 2018年05月 - ENAGEEDの導入校が日本国内100校を超える
- 2018年10月 - ボリビア3校で授業実施
- 2018年11月 - フィリピンのマニラ・マカティの学校5校にて授業実施。現地ロータリークラブより受賞
- 2018年01月 - 第三者割当増資にてWiL社より4.4億の資金調達を実施
- 2019年08月 - 新宿区大京町に本社移転
- 2020年11月 - 5教科の意志ある学習を実現する副教材『ENAGEED BASE』の提供を開始
- 2021年04月 - 教育機関向けコンテンツvol.1〜7の大改版を実施『ENAGEED CORE 2.0』の提供を開始